# 茨城県立伊奈特別支援学校
茨城県立伊奈特別支援学校（いばらきけんりつ いなとくべつしえんがっこう）は、茨城県つくばみらい市青古新田にある知的障害者のための特別支援学校。

## 所在地
- 茨城県つくばみらい市青古新田300番地
  - 周りは田んぼが広がっており、学校の数10m後ろにつくばエクスプレスが走っている。

## 学部
- 小学部
- 中学部
- 高等部
- その他
  - 訪問教育
  - 交流教育

## 校訓
- あかるく なかよく げんきよく

## 歴史
- 1981年（昭和56年）12月1日：開校準備室を茨城県立土浦養護学校内に設置
- 1982年（昭和57年）
  - 4月1日：開校（当時は筑波郡伊奈村）
  - 11月2日：開校式典を挙行。この日を創立記念日とする。
- 2012年（平成24年）4月1日：学校名を「茨城県立伊奈特別支援学校」に変更。